# Zakázaní kněží
Zakázaní kněží (originální francouzský název Prêtres interdits) je francouzské filmové melodrama z roku 1973, který režíroval Denys de La Patellière.

## Děj
Film vypráví tragický příběh kněze Jean (Robert Hossein), který se zamiloval do mladé dívky Françoise (Claude Jade), měl s ní tajný vztah, ze kterého se mělo narodit dítě. Rozhněvaný kardinál, jeho nadřízený, ho vykáže z Říma. Kněz ovšem odmítá děvče opustit.…

## Obsazení
| Robert Hossein | Jean Rastaud         |
| Claude Jade    | Françoise Bernardeau |
| Pierre Mondy   | Paul Lacoussade      |
| Claude Piéplu  | Grégoire Ancely      |